# Félix Savón
Félix Savón (San Vincente, 22 settembre 1967) è un ex pugile cubano, vincitore di tre titoli olimpici (è uno dei soli tre pugili riusciti in questa impresa, con il connazionale Teofilo Stevenson e l'ungherese László Papp) e sei mondiali.

## Carriera
Félix Savón, soprannominato "El Líder Máximo", nella sua lunga carriera si è aggiudicato 19 titoli internazionali: ai tre titoli olimpici e sei titoli mondiali vanno aggiunti, infatti, anche i tre ai Giochi panamericani (1987, 1991 e 1995), i quattro ai Giochi centramericani e caraibici (1986, 1990, 1993 e 1998) e i tre ai Goodwill Games (1990, 1994 e 1998).
In carriera ha un record di 266 vittorie e 9 sconfitte. Il boicottaggio cubano a Seul 1988 lo ha privato della possibilità di aggiudicarsi una 4ª medaglia d'oro olimpica. Sei sono stati, invece, i suoi titoli mondiali consecutivi, una striscia di vittorie interrotta dal ritiro della sua squadra, che gli impedì di proseguire la finale nel 1999 con lo statunitense Michael Bennett, che probabilmente avrebbe battuto, come dimostrò l'anno successivo eliminandolo nei quarti di finale a Sydney 2000. Le rigide leggi sportive cubane gli impedirono di accedere al pugilato professionistico, nel quale si sarebbe sicuramente confermato un grande campione.